# Cratichneumon remanens
Cratichneumon remanens är en stekelart som beskrevs av Heinrich 1961. Cratichneumon remanens ingår i släktet Cratichneumon och familjen brokparasitsteklar. Inga underarter finns listade i Catalogue of Life.